# Salekhard
Salekhard (en rus: Салеха́рд; en khanti: Пуӆңават; en nenets: Саляʼ харад, literalment casa a la península) és una ciutat de Rússia, capital de Iamàlia. La població és, segons el cens rus de 2010 és de 42.544  habitants. Disposa d'un aeroport. Està agermanada amb Azov, a l'óblast de Rostov.

## Història
El 1595 es va fundar l'establiment d'Obdorsk (rus Обдорск) en el lloc del campament khanti de Polnovat-Vozh (rus Полноват-вож) per colons russos arribats per a conquerir Sibèria sota el comandament de Iermak Timofeievitx. Està situada als marges del riu Obi, i es creu que el seu nom derivava del riu.
La terra al voltant d'Obdorsk fou coneguda com a Obdorsky krai, o Obdoriya sota l'administració de l'imperi Rus.
El 10 de desembre de 1930, esdevingué centre administratiu del nou districte autònom Iamalo-Nenets (en rus: Ямальский (Ненецкий) национальный округ).
Fou reanomenada com a Salekhard el 1933 i rebé l'estatut de ciutat el 1938.
A Labytnangi, a l'altra banda del riu Obi, hi ha l'estació la terminal nord-oest del sistema ferroviari de l'oest de Rússia. De 1949 a 1953 el ferrocarril Salekhard-Igarka intentà infructuosament estendre's cap a Igarka, provocant la mort de milers de presoners del Gulag.

## Economia
Iamàlia és rica en gas natural; la segona companyia de gas més important de Rússia, Novatek, té la seu a Salekhard.

## Clima
Salekhard té un clima subàrtic (classificació de Köppen Dfc).
| Dades climàtiques a Salekhard       | Dades climàtiques a Salekhard | Dades climàtiques a Salekhard | Dades climàtiques a Salekhard | Dades climàtiques a Salekhard | Dades climàtiques a Salekhard | Dades climàtiques a Salekhard | Dades climàtiques a Salekhard | Dades climàtiques a Salekhard | Dades climàtiques a Salekhard | Dades climàtiques a Salekhard | Dades climàtiques a Salekhard | Dades climàtiques a Salekhard | Dades climàtiques a Salekhard |
| Mes                                 | gen                           | febr                          | març                          | abr                           | maig                          | juny                          | jul                           | ag                            | set                           | oct                           | nov                           | des                           | anual                         |
| ----------------------------------- | ----------------------------- | ----------------------------- | ----------------------------- | ----------------------------- | ----------------------------- | ----------------------------- | ----------------------------- | ----------------------------- | ----------------------------- | ----------------------------- | ----------------------------- | ----------------------------- | ----------------------------- |
| Màxima rècord °C (°F)               | 3.5 (38.3)                    | 3.3 (37.9)                    | 5.7 (42.3)                    | 15.5 (59.9)                   | 24.5 (76.1)                   | 31.6 (88.9)                   | 32.9 (91.2)                   | 29.9 (85.8)                   | 24.8 (76.6)                   | 18.2 (64.8)                   | 7.0 (44.6)                    | 4.1 (39.4)                    | 32.9 (91.2)                   |
| Màxima mitjana °C (°F)              | −18.8 (−1.8)                  | −18.5 (−1.3)                  | −9.9 (14.2)                   | −4 (25)                       | 3.7 (38.7)                    | 14.3 (57.7)                   | 19.7 (67.5)                   | 15.7 (60.3)                   | 8.8 (47.8)                    | −0.2 (31.6)                   | −11.3 (11.7)                  | −16.2 (2.8)                   | −1.39 (29.52)                 |
| Mitjana diària °C (°F)              | −23.2 (−9.8)                  | −22.9 (−9.2)                  | −14.9 (5.2)                   | −9.1 (15.6)                   | −0.5 (31.1)                   | 9.5 (49.1)                    | 14.8 (58.6)                   | 11.4 (52.5)                   | 5.3 (41.5)                    | −3.0 (26.6)                   | −15.3 (4.5)                   | −20.7 (−5.3)                  | −5.72 (21.7)                  |
| Mínima mitjana °C (°F)              | −27.8 (−18)                   | −27.4 (−17.3)                 | −19.9 (−3.8)                  | −14 (7)                       | −4.2 (24.4)                   | 5.2 (41.4)                    | 10.0 (50)                     | 7.3 (45.1)                    | 2.2 (36)                      | −6 (21)                       | −19.5 (−3.1)                  | −25.2 (−13.4)                 | −9.94 (14.11)                 |
| Mínima rècord °C (°F)               | −51.3 (−60.3)                 | −53.7 (−64.7)                 | −47.4 (−53.3)                 | −38.7 (−37.7)                 | −30.8 (−23.4)                 | −11 (12)                      | −1 (30)                       | −5.5 (22.1)                   | −9.6 (14.7)                   | −35.7 (−32.3)                 | −47.1 (−52.8)                 | −51.5 (−60.7)                 | −53.7 (−64.7)                 |
| Precipitació mitjana mm (polzades)  | 23 (0.91)                     | 19 (0.75)                     | 21 (0.83)                     | 26 (1.02)                     | 37 (1.46)                     | 51 (2.01)                     | 65 (2.56)                     | 69 (2.72)                     | 42 (1.65)                     | 46 (1.81)                     | 28 (1.1)                      | 27 (1.06)                     | 454 (17.88)                   |
| Mitjana de dies de pluja            | 0.1                           | 0                             | 0.5                           | 3                             | 10                            | 17                            | 18                            | 21                            | 20                            | 9                             | 1                             | 0                             | 99.6                          |
| Mitjana de dies de neu              | 26                            | 23                            | 23                            | 16                            | 13                            | 2                             | 0                             | 0                             | 3                             | 17                            | 24                            | 27                            | 174                           |
| Humitat relativa mitjana (%)        | 83                            | 82                            | 81                            | 78                            | 77                            | 70                            | 72                            | 79                            | 82                            | 86                            | 85                            | 83                            | 79.8                          |
| Mitjana mensual d'hores de sol      | 4.0                           | 48.0                          | 135.0                         | 209.0                         | 233.0                         | 270.0                         | 307.0                         | 185.0                         | 96.0                          | 57.0                          | 18.0                          | 0.0                           | 1.562                         |
| Font #1: Pogoda.ru.net              |                               |                               |                               |                               |                               |                               |                               |                               |                               |                               |                               |                               |                               |
| Font #2: NOAA (sun only, 1961-1990) |                               |                               |                               |                               |                               |                               |                               |                               |                               |                               |                               |                               |                               |